# Каркінітські шари
Каркінітські шари — літостратиграфічний підрозділ антропогенових відкладів Північно-західної частини Чорного моря. Належить до верхнього відділу антропогену.

## Назва
За назвою Каркінітської затоки Чорного моря.

## Поширення
Північно-західна частина акваторії чорного моря.

## Літологія
Відклади каркінітських шарів залягають безпосередньо на дні Каркінітської затоки на глибинах від дна 1 - 1,5 м. Вони представелені пісками різнозернистими поліміктовими і олігоміктовими, детритусовими, мулистими. Потужність відкладів становить близько 1,6 м. Залягають згідно на тарханкутських шарах і перекриваються згідно відкладами новоевксинського горизонту.

## Фауністичні і флористичні рештки
- Dreissena polymorpha Pall., Micromelania caspia lincta Mil., Clessiniola variabilis Eichw., Cerastoderma edule lamarcki Reeve, Lentidium mediterraneum maeoticum Mil., Hydrobia ventrosa Mont., Bittium reticulatum Costa.

| ←        | \| Кайнозой \| Кайнозой \| Кайнозой \| \| Палеоген \| Неоген \| Антропоген \| \| -------- \| -------- \| ---------- \| | →          |
| Кайнозой | |            |
| Палеоген | Неоген | Антропоген |

| Система/ Період | Відділ/ Епоха  | Ярус/ Вік      | Вік (млн років) | Вік (млн років) |
| --- | -------------- | -------------- | --------------- | --------------- |
| Антропоген, Q | Голоцен, Q2    | Мегхалейський  | 0               | 0,0042          |
| Антропоген, Q | Голоцен, Q2    | Нортгриппський | 0,0042          | 0,0082          |
| Антропоген, Q | Голоцен, Q2    | Гренландський  | 0,0082          | 0,0117          |
| Антропоген, Q | Плейстоцен, Q1 | Тарантський    | 0,0117          | 0,126           |
| Антропоген, Q | Плейстоцен, Q1 | Тібанський     | 0,126           | 0,781           |
| Антропоген, Q | Плейстоцен, Q1 | Калабрійський  | 0,781           | 1,80            |
| Антропоген, Q | Плейстоцен, Q1 | Гелазький      | 1,80            | 2,58            |
| Неоген, N | Пліоцен, N2    | П'яченцький    | старіше         | старіше         |
| Примітки і коментаріПідрозділи четвертинної системи наведені згідно МКС, станом на 2018 рік. Для голоценових віків і ярусів встановлено датування відносно 2000 року (тобто гренландій розпочався 11,7 тис. років тому, відраховуючи від останнього мілленіуму). Чибаній і Тарантій є неофіційними пропонованими назвами для ярусів середнього і верхнього плейстоцену, відповідно. У Європі та Північній Америці голоцен традиційно поділяється на Пребореальний, Бореальний, Атлантичний, Суббореальний і Субатлантичний періоди за схемою Блітта — Сернандера (англ. Blytt–Sernander). Існує багато локальних систем поділу верхнього плейстоцену. Головними елементами такої переодизації слугують стадії наступу льодовиків (гляціали, льодовикові періоди) та їхнього відступу (інтергляціали, межильодовиків'я). |                |                |                 |                 |
| п о р |                |                |                 |                 |